# Cerodontha laetifica
Cerodontha laetifica este o specie de muște din genul Cerodontha, familia Agromyzidae, descrisă de Spencer în anul 1966. Conform Catalogue of Life specia Cerodontha laetifica nu are subspecii cunoscute.